# Rečica (Podujevo)
Pour les articles homonymes, voir Rečica.
Reçicë en albanais et Rečica en serbe latin (en serbe cyrillique : Речица) est une localité du Kosovo située dans la commune/municipalité de Podujevë/Podujevo, district de Pristina (Kosovo) ou district de Kosovo (Serbie). Selon le recensement kosovar de 2011, elle ne compte plus aucun habitant.

## Démographie

### Évolution historique de la population dans la localité
| 1948 | 1953 | 1961 | 1971 | 1981 | 1991 | 2011 |
| ---- | ---- | ---- | ---- | ---- | ---- | ---- |
| 188  | 207  | 202  | 154  | 102  | 92   | 0    |

|  |